# 비너발트

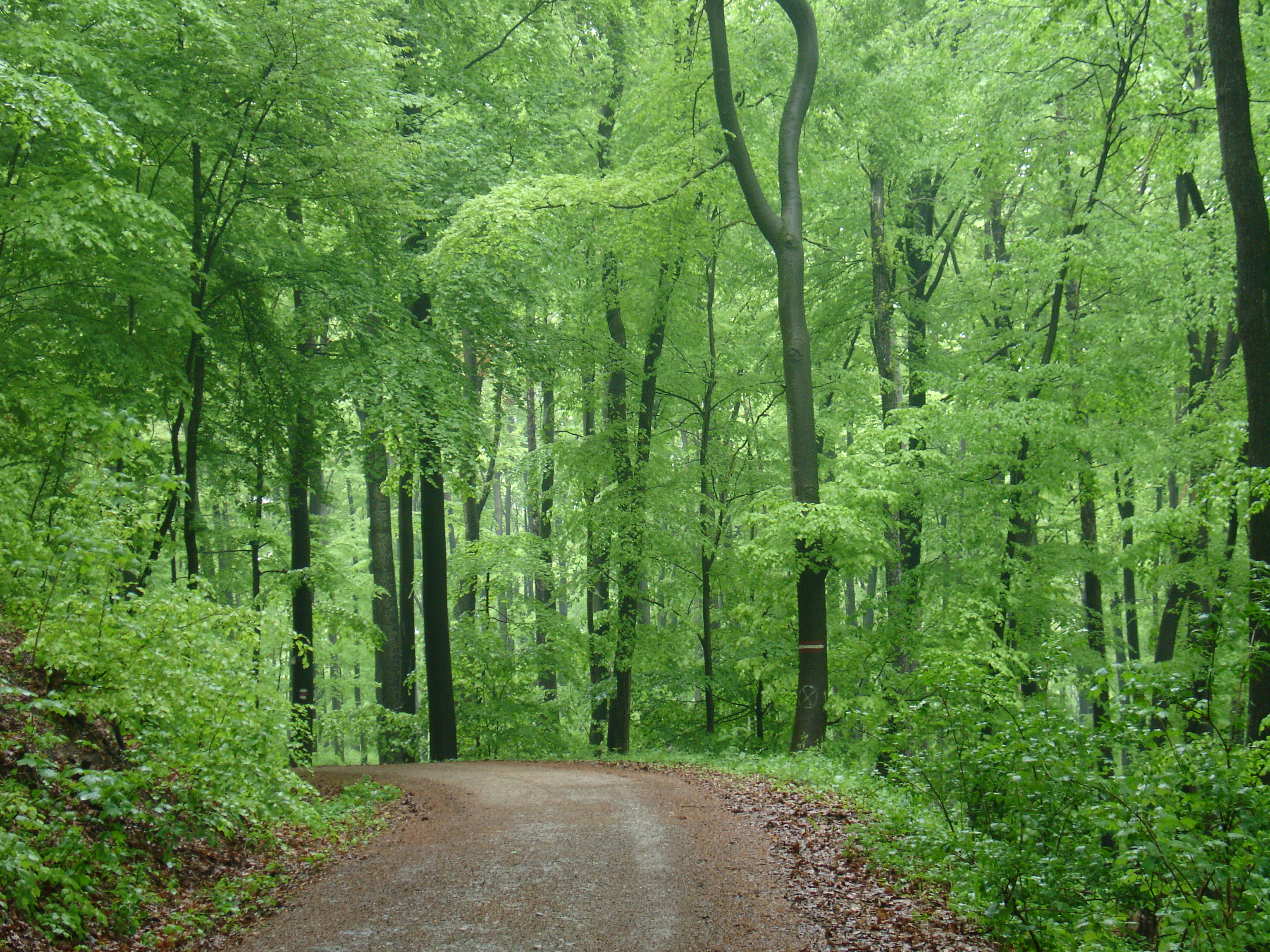
비너발트

비너발트(독일어: Wienerwald)는 오스트리아 빈이나 니더외스터라이히주 동부에 펼쳐진 숲 일대를 말한다. 이 숲들은 알프스산맥의 일부를 이루고 있다.

## 개요
숲의 넓이는 약 1,000평방 킬로미터에 이르며, 실질적으로는 숲보다는 산이다. 알프스 산맥의 최북단 부분을 포함하고 있으며, 알프스에서 카르파티아산맥에 바뀌는 부분에 있다. 가장 높은 지점은 해발 893m이다.
빈에서 가깝기 때문에, 빈 시민들에게 레크리에이션 장소이다. 1987년에는 빈 시장, 니더외스터라이히 주지사, 부르겐란트 주지사가 이 지역의 자연을 보호하기 위해 빈 숲 선언에 서명했다.